# 9 Korpus Armijny (Imperium Rosyjskie)
9 Korpus Armijny (ros. 9-й армейский корпус) – jeden ze związków operacyjno–taktycznych  Imperium Rosyjskiego w czasie I wojny światowej. Sformowany  1 listopada 1876 w Kijowskim Okręgu Wojskowym. Miejsce stacjonowania sztabu w 1914 – Kijów. Rozformowany na początku 1918.

## Struktura organizacyjna
Organizacja w 1914
- dowództwo i sztab – Kijów
- 5 Dywizja Piechoty
- 42 Dywizja Piechoty
- 9 Dywizja Kawalerii
- 9  dywizjon artylerii haubic
- 2 konny górski dywizjon artylerii
- 6 batalion saperów Generała Feldmarszałka Jego Cesarskiej Mości Mikołaja Mikołajewicza starszego
- 6 batalion pontonowy
- 4 kompania telegraficzna

## Podporządkowanie
- 3 Armii (2.08.1914 – 21.07.1915)
- 3 Armii (18.09.1915 – 13.02.1916)
- 4 Armii (3.03.1916 – 2.04.1916)
- 3 Armii (14.04 – 1.06.1916)
- 4 Armii (20.06 – 17.07.1916)
- 2 Armii (1.08.1916 – grudzień 1917)

## Dowódcy Korpusu
- gen. piechoty  D. G. Szczerbaczow (grudzień 1912 – kwiecień 1915)
- gen. piechoty A. M. Dragomirow (kwiecień 1915 – sierpień  1916)
- gen. porucznik N. M. kisielewskij  (sierpień 1916 – kwiecień 1917)
- gen. porucznik P. D. Szrejder (maj – wrzesień 1917)
- gen. porucznik A. J. Sniesariew (od września 1917)